# Anja Istenič
Anja (Anja Istenič), slovenska pevka, violinistka, * 23. junij 1996, Ljubljana.

## Življenje in delo
Anja Istenič se je z glasbo spoznala pri petih letih, saj je takrat začela obiskovati učne ure violine na glasbeni šoli v Idriji. Deset let kasneje, leta 2011, je šolanje uspešno zaključila z zaključnim koncertom. V prvem letniku srednje šole je uspešno opravila sprejemni izpit in začela obiskovati ure solo petja na glasbeni šoli Logatec. Po dveh letih je šolanje zaključila, saj se je odločila, da bo nadaljnje glasbeno izobraževanje usmerila v popularno glasbo.
Leta 2015 je takrat 19-letna Anja izdala svojo prvo avtorsko pesem. Kot izvajalka in avtorica glasbe se je, skupaj s tekstopiscem Vidom Prezljem in aranžerjem Dejanom Borovičem, podpisala pod singel Trenutek. Že decembra istega leta pa je izšel Anjin drugi singel Tvoj Pogled. Zanj je posnela prvi videospot.
Singel Sonce, ki ga je Anja izdala leta 2017, je zasedel 13. mesto na izboru pesmi festivala Melodije Morja In Sonca 2017 in bil tako izbran kot rezervna pesem festivala. Anja je glasbo in aranžma pesmi prepustila Samu Jezovšku, pianistu glasbene skupine Šank Rock in članu spremljevalne skupine mnogih slovenskih izvajalcev.
Svoje znanje je izpopolnila tudi pri pevki Darji Švajger, ki je Slovenijo zastopala na Evroviziji leta 1995 in 1999. V letu 2017 je nastopila tudi z Big bandom RTV SLO, pod vodstvom Patrika Grebla, v oddaji Prizma Optimizma.
V letu 2018 je Anja spoznala Marka Tomasovića, glasbenika in producenta, ki je v svoji karieri sodeloval z največjimi glasbeniki na področju bivše Jugoslavije (Oliver Dragojević, Lidja Bačič, Ines Erbus, Danijela Martinović, Vanda Winter, Zdenko Kovačiček, klapa Intrade, Severina, ...).
Skupaj z Markom so posneli Anjin peti, a njen prvi hrvaški singel, Svjetla Grada. Besedilo pesmi je napisal eden najboljših hrvaških tekstopiscev Robert Pilepić, produkcijo in aranžma pa izvedel Hrvoje Grčević. Singel je nastal v Zagrebu in je hit na najbolj poslušanem radiu severne Hrvaške - Zagorski radio.. Videospot Svjetla Grada ima preko 100.000 ogledov.
Naslednjo prelomnico je Anja Istenič dosegla z videospotom in pesmijo Srce zna gdje mu je mjesto. Na Youtubu je s svojo drugo hrvaško uspešnico dosegla skoraj 300.000 ogledov in veliko predvajanj po največjih hrvaških radio postajah.
Leta 2020 Anja Istenič nadaljuje svojo glasbeno pot, ki pa se bo nadaljevala z izdajo več slovenskih pesmi.

## Singli
- 2015 - TRENUTEK (Glasba: Anja Istenič // Besedilo: Vid Prezelj // Aranžma: Dejan Borovič)
- 2015 - TVOJ POGLED (Glasba: Anja Istenič & Janez Repnik // Besedilo: Anja Istenič // Aranžma: Janez Repnik)
- 2017 - TI SI TA (Glasba in besedilo: M.Lesjak // Lead vokal tracking: Samo Kališnik // Back vokali: Nina Miglič)
- 2017 - SONCE (Glasba: Anja Istenič // Besedilo: Mateja Mohar // Aranžma: Samo Jezovšek)
- 2018 - SVJETLA GRADA (Glasba: Marko Tomasović // Besedilo: Robert Pilepić // Aranžma in produkcija: Hrvoje Grčević)
- 2018 - SRCE ZNA GDJE MU JE MJESTO (Glasba: Marko Tomasović // Besedilo: Nevia Korpar // Aranžma in produkcija: Aleksandar Valenčić)